# San Ignacio (Francisco Morazán)
Pour les articles homonymes, voir San Ignacio.
San Ignacio est une municipalité du Honduras, située dans le département de Francisco Morazán. Elle est fondée en 1896. La municipalité de San Ignacio comprend 7 villages et 29 hameaux.

## Source de la traduction
- (en) Cet article est partiellement ou en totalité issu de l’article de Wikipédia en anglais intitulé « San Ignacio, Francisco Morazán » (voir la liste des auteurs).